# Юхас, Сандра
Са́ндра Ю́хас Ако́ста (исп. Sandra Juhász Acosta; 21 июня 1962, Каракас) — венесуэльская актриса, поэт, сценарист и радиоведущая.

## Биография
Сандра Юхас родилась 21 июня 1962 года в Каракасе, в семье потомка венгерских эмигрантов и уроженки Коста-Рики.
После окончания Католического Университета Андреса Бельо (UCAB) некоторое время работала моделью, а в 1988 году дебютировала как актриса в мини-сериале «Девушка из цирка» (1987, РКТВ). Два года спустя Сандру приглашают на «Веневисьон», где она получает одну из важных ролей в теленовелле «Реванш». После четырёх лет на «Веневисьон» Сандра покидает телеканал. Чуть позже оканчивает сценарные курсы и начинает публиковаться как поэт.
В 2007 году работала помощником режиссёра фильма «Una Abuela Virgen».
В настоящее время Сандра Юхас ведёт радиопрограмму на одной из FM-радиостанций Каракаса. Замужем за известным венесуэльским путешественником, лётчиком и журналистом Хайме (Джимми) Маруллем, который работает на той же радиостанции, что и Сандра.

## Фильмография
- «Una abuela virgen» (2007)
- «Maria Celeste» (1993) — Мариу
- «Ines Duarte, secretaria» (1991)
- «Mundo de Fieras» (1991) — Палома
- «La Revancha» (1989) — Мерседес
- «Abigail» (1988)
- «Primavera»(1988)
- «La muchacha del circo» (1987)